# Chetco jezik
Chetco jezik (ISO 639-3: ctc), gotovo izumrli jezik Chetco Indijanaca s južne obale Oregona. jedan je od pet jezika atapaskanske skupine tolowa-galice, porodica athapaskan, kojim je još govorilo svega pet judi (1962 W. Chafe); etničkih možda 100 (1977 SIL).
Pripadnici etničke grupe danas se služe engleskim.

## Vanjske poveznice
- Ethnologue (14th)
- Ethnologue (15th)